# Cordia pulverulenta
Cordia pulverulenta är en strävbladig växtart som först beskrevs av Ignatz Urban, och fick sitt nu gällande namn av Brother Alain. Cordia pulverulenta ingår i släktet Cordia, och familjen strävbladiga växter. Inga underarter finns listade i Catalogue of Life.